# Yu-Gi-Oh! ZEXAL
Yu-Gi-Oh! ZEXAL (jap. 遊☆戯☆王ZEXAL, Yū-Gi-Ō Zearu von engl. zeal, dt. „König der Spiele: Eifer“) ist die Nachfolgeserie von Yu-Gi-Oh! 5D’s aus dem Yu-Gi-Oh!-Franchise. Wie bei den Vorgängern gibt es einen Manga und einen Anime.

## Handlung
Die Serie spielt in der näheren Zukunft. Yūma Tsukumo ist der Protagonist, der von Ryōga zu einem Duell aufgefordert wird. Plötzlich erscheint das mystische Wesen Astral, das ihm hilft zu siegen. Astral sucht seine Erinnerungen, die zu Monstern wurden, die nun in 99 „Nummer-Karten“ hausen. Um diese zu erlangen, muss Yūma die Besitzer der Karten, welche von den Nummern besessen sind, im Duell besiegen. So wird er ein immer besserer Spieler und Astral kann mit diesen Karten seine verlorene Erinnerung zurückgewinnen. Er ist aber nicht der einzige, der die Jagd auf „Nummer-Karten“ macht.
In der zweiten Staffel taucht eine neue Gefahr aus der Barian-Welt auf, die es auf die „Nummern“ und Astral abgesehen haben.

## Charaktere
- Yūma Tsukumo (九十九 遊馬, Tsukumo Yūma) ist der Hauptcharakter von Yu-Gi-Oh! ZEXAL. Er lebt zusammen mit seiner großen Schwester bei seiner Großmutter; seine Eltern sind auf Forschungsreise. Sein Deck von Spielkarten hat er von seinem Vater bekommen, seinen Anhänger, den „Schlüssel“, von seiner Mutter. Yūma will der beste Duellant der Welt werden, zeigt sich zunächst aber sehr tollpatschig. Später ist er die einzige Person, die die Astral-Welt und die Barian-Welt voreinander schützen und retten kann.
- Astral (アストラル, Asutoraru) ist ein mystisches Wesen. Es taucht mitten im Duell zwischen Yūma und Reginald auf und steht seitdem immer an Yūmas Seite. Um seine Erinnerungen wiederzubekommen, sucht er nach den 99 „Nummer-Karten“. Ab der zweiten Staffel hat er das Ziel seinen Erzfeind Don Thousand aus der Barian-Welt zu besiegen, der mit den sieben mythyrianischen Nummern versiegelt wurde, sowie die sieben Barian-Imperatoren.
- Reginald Kastle (神代 凌牙, Kamishiro Ryōga) ist ein weiterer Duellant. Er trägt den Spitznamen Shark. In der zweiten Staffel erfährt er, dass er in Wirklichkeit Nash, der Anführer der Barianer, ist und muss ab diesem Zeitpunkt gegen Yuma kämpfen. Doch dabei steht ihm auch sein Widersacher Vector im Weg.
- Tori Meadows (観月 小鳥, Mizuki Kotori) ist die Kindheitsfreundin von Yūma.
- Kite Tenjo (天城 カイト, Tenjō Kaito) ist im Auftrag von Dr. Faker auch auf der Jagd nach den 99 „Nummer-Karten“, im Irrglaube so seinem Bruder helfen zu können. Auf dem Mond muss er in der zweiten Staffel gegen den Barianer Mizar um den Numeron-Code und eine Karte, die Yuma sehr gut nützen wird, kämpfen.
- Bronk Stone (武田 鉄男, Takeda Tetsuo) ist ein weiterer Freund von Yūma und Tori.
- Rey alias Vector gab sich als Yumas Freund aus, aber enttarnt sich später als einer der Barian-Imperatoren und somit als Feind, der Yuma und Astral sowie die Astral-Welt vernichten will.

## Produktion und Veröffentlichung
Die Serie wurde 2011 von Gallop produziert, Regie führte dabei Satoshi Kuwahara. Das Charakterdesign entwarf Hiroki Harada und die künstlerische Leitung hatte Satoshi Shibata. Das Mechanical Design stammt von Mitsuru Owa. Der Anime mit 146 Folgen ist vom 11. April 2011 bis 23. März 2014 auf TV Tokyo und dessen im TXN angeschlossene Sender TV Hokkaido, TV Aichi, TV Ōsaka, TV Setouchi und TVQ Kyushu gezeigt worden, sowie fünf/sechs Tage später landesweit über Satellit auf BS Japan.
In den USA wurde die Serie von 4kids lizenziert und lief ab dem 15. Oktober 2011 im Programmblock Toonzai von The CW. Nach deren Geschäftsaufgabe übernahm Konami die Lizenzen.
Zwischen dem 18. November 2012 und 21. April 2013 zeigte RTL II die ersten 30 Folgen von Yu-Gi-Oh! ZEXAL in ihrem Animeblock in deutscher Erstausstrahlung. Nach Beendigung des Animeblocks wurden die verbliebenen Folgen zwischen dem 28. April 2013 und 30. Juni 2013 auf der Internetseite rtl2anime.de im Wochentakt in Doppelfolgen über Streaming veröffentlicht. Seit 26. Januar 2013 wird die Serie auch bei Nickelodeon (nur Folge 1–49), seit 6. Mai 2014 auch auf ProSieben Maxx (nur Folge 50–146) ausgestrahlt.

### Synchronisation
| Rolle (jp./dt.)                                   | Japanischer Sprecher (Seiyū)                             | Deutscher Sprecher                    |
| ------------------------------------------------- | -------------------------------------------------------- | ------------------------------------- |
| Yūma Tsukumo                                      | Tasuku Hatanaka                                          | Jan Makino                            |
| Akari Tsukumo / Kari Tsukumo                      | Nami Miyahara                                            | Ann Vielhaben                         |
| Haru Tsukumo                                      | Ikuko Tani                                               | Denise Gorzelanny                     |
| Astral                                            | Miyu Irino                                               | Rainer Fritzsche                      |
| Kotori Mizuki / Tori Meadows                      | Mikako Komatsu                                           | Tanja Schmitz                         |
| Tetsuo Takeda / Bronk Stone                       | Makoto Shimada                                           | Nick Forsberg                         |
| Ryōga „Shark“ Kamishiro / Reginald „Shark“ Kastle | Toshiki Masuda                                           | Jesco Wirthgen später Ricardo Richter |
| Takashi Todoroki / Caswell Todoroki               | Taishi Murata                                            | Christian Zeiger                      |
| Tokunosuke Otomeura / Flip                        | Aki Kanada                                               | Andi Krösing                          |
| Kyasshī („Cat-chan“) / Cathy „Cat“ Catherine      | Yū Kobayashi                                             | Jill Schulz                           |
| Kaito Tenjō / Kite Tenjo                          | Kōki Uchiyama                                            | Nico Sablik                           |
| Haruto Tenjō / Hart Tenjo                         | Yuuko Sanpei                                             | Dirk Stollberg                        |
| Orbital 7                                         | Tomoaki Maeno                                            | Daniel Johannes                       |
| Dokuta Feikā / Dr. Faker                          | Shinji Ogawa                                             | Tobias Lelle                          |
| Misutā Hātorando / Mr. Heartland                  | Jūrōta Kosugi                                            | Sebastian Jacob                       |
| Dorowa / Dextra                                   | Yumi Fukamizu                                            | Anja Mentzendorff                     |
| Gōshu / Nistro                                    | Gō Shinomiya                                             | Tino Kießling                         |
| Ray Shadows                                       | Satoshi Hino                                             | Bastian Sierich                       |
| Tron (Byron Arclight) / Vetrix                    | Sachi Kokuryū                                            | Oliver Bender                         |
| III (Michael Arclight) / Trey                     | Kyōsuke Ikeda                                            | René Dawn-Claude                      |
| IV (Thomas Arclight) / Quattro                    | Yoshimasa Hosoya                                         | Arne Stephan                          |
| V (Christopher Arclight) / Quinton                | Shōma Yamamoto                                           | Florian Hoffmann                      |
| Don Thousand                                      | Haruhiko Jo (Barian Form) Mitsuru Miyamoto (Wahrer Form) |                                       |

### Musik
Für Yu-Gi-Oh! ZEXAL wurden bislang fünf (japanische) Vorspanntitel produziert:
1. Masterpiece (マスターピース, Masutāpīsu) von mihimaru GT
2. Braving! von Kanan
3. Soul Drive (魂ドライブ, Tamashī Doraibu) von Color Bottle
4. Unbreakable Heart (折れないハート, Orenai Hāto) von Takatori Hideaki
5. Dual-ism of Mirrors (鏡のデュアル・イズム, Kagami no Dyuaru-izumu) von Petite Milady

Es wurden außerdem fünf (japanische) Abspannlieder produziert:
1. Boku Quest (僕クエスト, Boku Kuesuto) von Golden Bomber
2. Longing Freesia (切望のフリージア, Setsubō no Furījia) von DaizyStripper
3. Wild Child von moumoon
4. Artist (アーティスト, Ātisuto) von vistlip
5. Go Way Go Way von FoZZtone

Für die englischsprachige Adaption der Serie wurde eine eigene Titelmelodie produziert, die in der amerikanischen und deutschen Fassung der Sendung als Vor- und Abspann benutzt wird:
- Take a Chance
- Halfway to forever

## Manga
In Shūeishas Manga-Magazin V Jump erscheint seit Ausgabe 2/2011 vom 18. Dezember 2010 ein Manga zum Anime. Die Handlung stammt von dem Drehbuchautor des Anime Shin Yoshida und die Zeichnungen von Naohito Miyoshi (三好 直人).